# П'єтро Ардуїно
П'єтро Ардуїно (італ. Pietro Arduino; 18 липня 1728 — 13 квітня 1805) — італійський біолог, ботанік та професор економіки.

## Біографія
П'єтро Ардуіно народився в італійській комуні Капріно-Веронезе 18 липня 1728 року.
Він був професором економіки в місті Падуя. П'єтро Ардуіно вів листування з видатним шведським вченим Карлом Ліннеєм, що тривала з 25 березня 1761 року по 23 квітня 1765 року.
П'єтро Ардуіно помер в Падуї 13 квітня 1805 року.

## Наукова діяльність
П'єтро Ардуіно спеціалізувався на насіннєвих рослинах.

## Наукові роботи
- Animadversionum botanicarum specimen. 1759 та 1764.
- Memorie di osservazioni e di sperienze sopra la cultura e gli usi di varie plante. 1766.

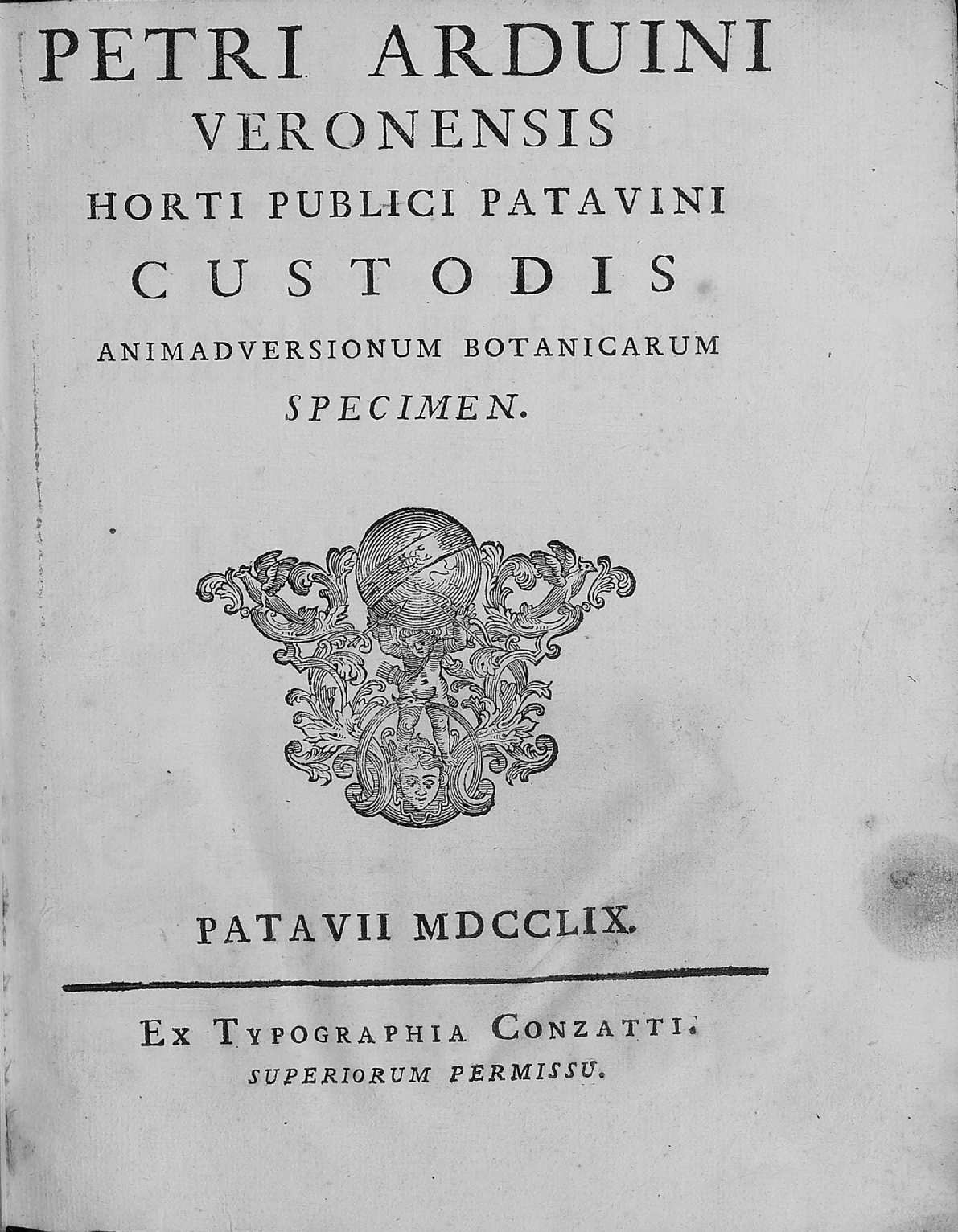
Animadversionum botanicarum specimen, 1759